# Joanne Linville
Beverly Joanne Linville (* 15. Januar 1928 in Bakersfield, Kalifornien; † 20. Juni 2021 in Los Angeles) war eine US-amerikanische Schauspielerin.

## Leben
Als Schauspielerin war Linville überwiegend in kleineren Charakterrollen zu sehen, insgesamt trat sie zwischen 1950 und 2005 in über 80 Film- und Fernsehproduktionen auf. Unter anderem spielte sie 1968 eine romulanische Kommandeurin in der Raumschiff-Enterprise-Folge Die unsichtbare Falle (The Enterprise Incident) sowie 2001 die Kolumnistin Hedda Hopper im Fernsehfilm James Dean mit James Franco. Mindestens ebenso bedeutend wie ihre Filmkarriere war aber auch ihre Arbeit als Protegee und enge Vertraute der berühmten Schauspiellehrerin Stella Adler. Später unterrichtete sie selbst viele Schüler nach Adlers Methode und eröffnete gemeinsam mit ihrer Kollegin Irene Gilbert 1985 die Schauspielakademie Stella Adler Academy in Los Angeles.
Von 1962 bis 1973 war sie mit dem Filmemacher und Schauspieler Mark Rydell verheiratet. Sie hatten zwei Kinder. Linville starb im Alter von 93 Jahren.

## Filmografie (Auswahl)
- 1950: Flammendes Tal (Copper Canyon)
- 1956: The Kaiser Aluminum Hour (Fernsehserie, eine Folge)
- 1957: The Alcoa Hour (Fernsehserie, eine Folge)
- 1958: Die Göttin (The Goddess)
- 1961, 1963: Preston & Preston (The Defenders, Fernsehserie, 2 Folgen)
- 1961–1969: Rauchende Colts (Gunsmoke; Fernsehserie, drei Folgen)
- 1966: Bonanza (Fernsehserie, Folge The Bridegroom)
- 1968: Hawaii Fünf-Null (Hawaii Five-O; Fernsehserie, Doppelfolge Once upon a Time Teil 1 + 2)
- 1968: Raumschiff Enterprise (Star Trek; Fernsehserie, Staffel 3, Folge 2 Die unsichtbare Falle, Originaltitel The Enterprise Incident)
- 1973: Scorpio, der Killer (Scorpio)
- 1973: Columbo: Stirb für mich (Candidate for Crime, Fernsehreihe)
- 1973/1974: Die Straßen von San Francisco (The Streets of San Francisco; Fernsehserie, zwei Folgen)
- 1976:  A Star Is Born
- 1973–1979: Barnaby Jones (Fernsehserie, drei Folgen)
- 1979: Drei Engel für Charlie (Charlie’s Angels, Folge Auf dem Highway sind die Engel los)
- 1979: Mrs. Columbo (Fernsehserie, eine Folge)
- 1981: Behind the Screen (Fernsehserie, eine Folge)
- 1982: Tele-Terror (The Seduction)
- 1982–1983: Der Denver-Clan (Dynasty; Fernsehserie, zwei Folgen)
- 1986: The Right of the People (Fernsehfilm)
- 1988: L.A. Law – Staranwälte, Tricks, Prozesse (L.A. Law; Fernsehserie, eine Folge)
- 1989: Schattenreich des Todes (From the Dead of Night, Fernsehfilm)
- 2001: James Dean – Ein Leben auf der Überholspur (James Dean, Fernsehfilm)
- 2005: Beyond Lovely (Kurzfilm)